# بوريس مكجيفر
بوريس مكجيفر (بالإنجليزية: Boris McGiver)‏ (مواليد 23 يناير 1962 في كويلسكسيل) هو ممثل أمريكي ، أشتهر بالعديد من الأدوار في عدة أفلام و مسلسلات مثل لينكون (فيلم 2012)، مسلسل بيت البطاقات، ذا واير (مسلسل)، بيرسون أوف إنترست (مسلسل).

## روابط خارجية
- بوريس مكجيفر على موقع IMDb (الإنجليزية)
- بوريس مكجيفر على موقع قاعدة بيانات برودواي على الإنترنت (الإنجليزية)
- بوريس مكجيفر على موقع قاعدة بيانات الفيلم (الإنجليزية)